# Prosper (imię)
Prosper (z łac. prosperus – „pomyślny, szczęśliwy”) – imię męskie pochodzenia łacińskiego, znane w Polsce od średniowiecza, po raz pierwszy zanotowane w 1388 roku. 

## Prosper - datyimienin
- 2 marca, jako wspomnienie św. Prospera, biskupa Como
- 25 czerwca, jako wspomnienie św. Prospera z Akwitanii
- 29 lipca, jako wspomnienie św. Prospera, biskupa Orleanu (V wiek)[3].

## Znane osoby noszące imię Prosper
- Prospero Caterini – włoski duchowny
- Prospero Colonna – włoski duchowny
- Prosper Duvergier de Hauranne – dziennikarz i polityk francuski
- Prospero Fontana – malarz włoski
- Prosper Guéranger – francuski benedyktyn, odnowiciel zakonu we Francji po kasacie podczas Rewolucji francuskiej
- Prosper Henry – francuski optyk i astronom
- Prosper Jarzyński – założyciel w 1905 roku obecnego IV Liceum Ogólnokształcącego im. Tytusa Chałubińskiego w Radomiu
- Prosper Marilhat – francuski malarz orientalista i przyrodnik
- Prosper Mérimée – pisarz francuski
- Prosper Provano – pierwszy dyrektor poczty królewskiej w Polsce
- Nicolas Prosper Bauyn d’Angervilliers  – francuski urzędnik, wojskowy i polityk
- Alojzy Prosper Biernacki – agronom, minister skarbu
- Adam Prosper Burzyński – biskup sandomierski
- Jan Prosper Witkiewicz (1808–1839) – współorganizator stowarzyszenia „Czarni Bracia”, carski wysłannik do Azji Środkowej; stryj Stanisława Witkiewicza

## Zobacz także
- Prosper, postać z Burzy, sztuki Williama Szekspira
- Prospero – naturalny satelita Urana
- Prosperów
- San Prospero